# Kryptonim Polska
Kryptonim Polska – polska komedia obyczajowa z 2022 roku w reżyserii Piotra Kumika. Autorami scenariusza byli Jakub Rużyłło i Łukasz Sychowicz. Muzykę skomponował Tomasz Rałowski. Realizator zdjęć Piotr Śliskowski. Film wszedł na ekrany polskich kin 2 września 2022 r. Za dystrybucję odpowiadała spółka Kino Świat.

## Fabuła
Akcja rozgrywa się w Białymstoku, gdzie ścierają się ze sobą dwie skrajne siły społeczne: nacjonaliści i lewica. W kanwę opowieści wpleciono wątek miłosny dwojga bohaterów z przeciwstawnych obozów: Stanisław (Maciej Musiałowski), Pola (Magdalena Maścianica). Odtwórcą kolejnej ważnej postaci filmu jest Borys Szyc, filmowy Roman, czyli przywódca grupy nacjonalistów.

## Obsada
- Borys Szyc – Roman
- Maciej Musiałowski – Staszek
- Antoni Królikowski – Kajetan
- Cezary Pazura – Szef
- Piotr Cyrwus – Ksiądz
- Magdalena Maścianica – Pola
- Karol Kadłubiec – Mieszko
- Mateusz Król – Brajan
- Karol Bernacki – Mariusz
- Aleksandra Justa – Mama Staszka i Marleny
- Adam Cywka – Tata Staszka i Marleny
- Dominika Walo – Koleżanka Poli
- Andrzej Bychowski – Emeryt
- Zoja Zbąska – Marlena
- Kamila Janik – Larysa
- Jerzy Klonowski – Sędzia
- Paweł Audykowski – Sędzia
- Łukasz Gosławski – Dziennikarz
- Piotr Szekowski – Dziennikarz
- Mirosława Maludzińska – Starsza pani
- Oskar Thomas – Czarnoskóry chłopak
- Oskar Lesiak – Czarnoskóry chłopak
- Weronika Malik – Dziewczyna 1
- Ernestyna Tatarska – Dziewczyna 2
- Paula Stępczyńska – Spikerka na platformie
- Magdalena Gorzelańczyk – Spikerka 2
- Adam Turczyk – Mężczyzna
- Wojciech Sikora – Włoch
- Łukasz Czubak – Turek
- Nicolas Przygoda – Dresiarz 1
- Kacper Olszewski – Dresiarz 2
- Michał Burdan – Dresiarz 3
- Filip Bucki – Dresiarz 4
- Marta Stalmierska – Aktywistka 1
- Magdalena Wieczorek – Aktywistka 2
- Karol Czajkowski – Młody nacjonalista
- Jan Szugajew – Aktywista Kacper
- Łukasz Pawłowski – Aktywista Michał
- Aleksander Kaleta – Aktywista Tomek
- Michał Wolny – Aktywista Kamil
- Robert Czebotar – Aktywista
- Ida Trzcińska – Karina
- Rafał Iwaniuk – "Karpiu"
- Michał Karmowski – "Bestia"
- Marcin Płodziszewski – Gangus
- Robert Wabich – Wiceminister
- Michał Kasprzak – Boy
- Wioletta Kopańska – Recepcjonistka
- Radosław Rożniecki – Policjant dyżurny
- Kamil Sońta – Spiker radiowy (audio)[6]

## Ekipa filmowa
- Reżyser – Piotr Kumik
- Scenariusz – Jakub Rużyłło, Łukasz Sychowicz
- Zdjęcia – Piotr Śliskowski
- Muzyka – Tomasz Rałowski
- Montaż – Jakub Tomaszewicz
- Scenografia – Katarzyna Filimoniuk
- Kostiumy – Zofia Komasa
- Kierownictwo produkcji – Radosław Rożniecki
- Producenci – Jerzy Dzięgielewski, Maciej Sojka, Paweł Heba, Roman Szczepanik
- Dźwięk – Grzegorz Kucharski[7]